# Yarnell (Arizona)
Yarnell ist eine Kleinstadt im Yavapai County im US-amerikanischen Bundesstaat Arizona. Das U.S. Census Bureau hat bei der Volkszählung 2020 eine Einwohnerzahl von 570 ermittelt.
Das Motto der Stadt lautet: "Where A Desert Breeze Meets The Mountain Air".

## Geographie
In einer Entfernung von rund 45 Kilometern befindet sich Prescott, der Verwaltungssitz (County Seat) des Yavapai County im Nordosten. Phoenix ist rund 100 Kilometer in südöstlicher Richtung entfernt. Die Arizona State Route 89 tangiert Yarnell im Osten.

## Geschichte
Der Name der Stadt wurde zu Ehren von Harrison Yarnell, der im Jahre 1873 die Yarnell Mine erschloss gewählt. Dort wurden Gold und Silber gefunden und es siedelten sich viele Menschen in dem Ort an. Um 1900 ließ sich die Mine nicht mehr wirtschaftlich betreiben. Im Gegensatz zu vielen kleinen umliegenden Siedlungen, die daraufhin verlassen wurden und heute Geisterstädte (Ghost towns) sind, wurde in Yarnell noch einige Zeit Kupfer gefördert und es gründeten sich in der fruchtbaren Gegend landwirtschaftliche Betriebe. Als im Jahre 1933 die damalige U.S. Route 89 gepflastert wurde, lag Yarnell an der wichtigen Verbindungsstraße zwischen Prescott und Phoenix und entwickelte sich als Ort für Zwischenstopps von Reisenden und wegen des günstigen Klimas auch als Ruhesitz für Pensionäre.

## Yarnell Hill Feuer 2013

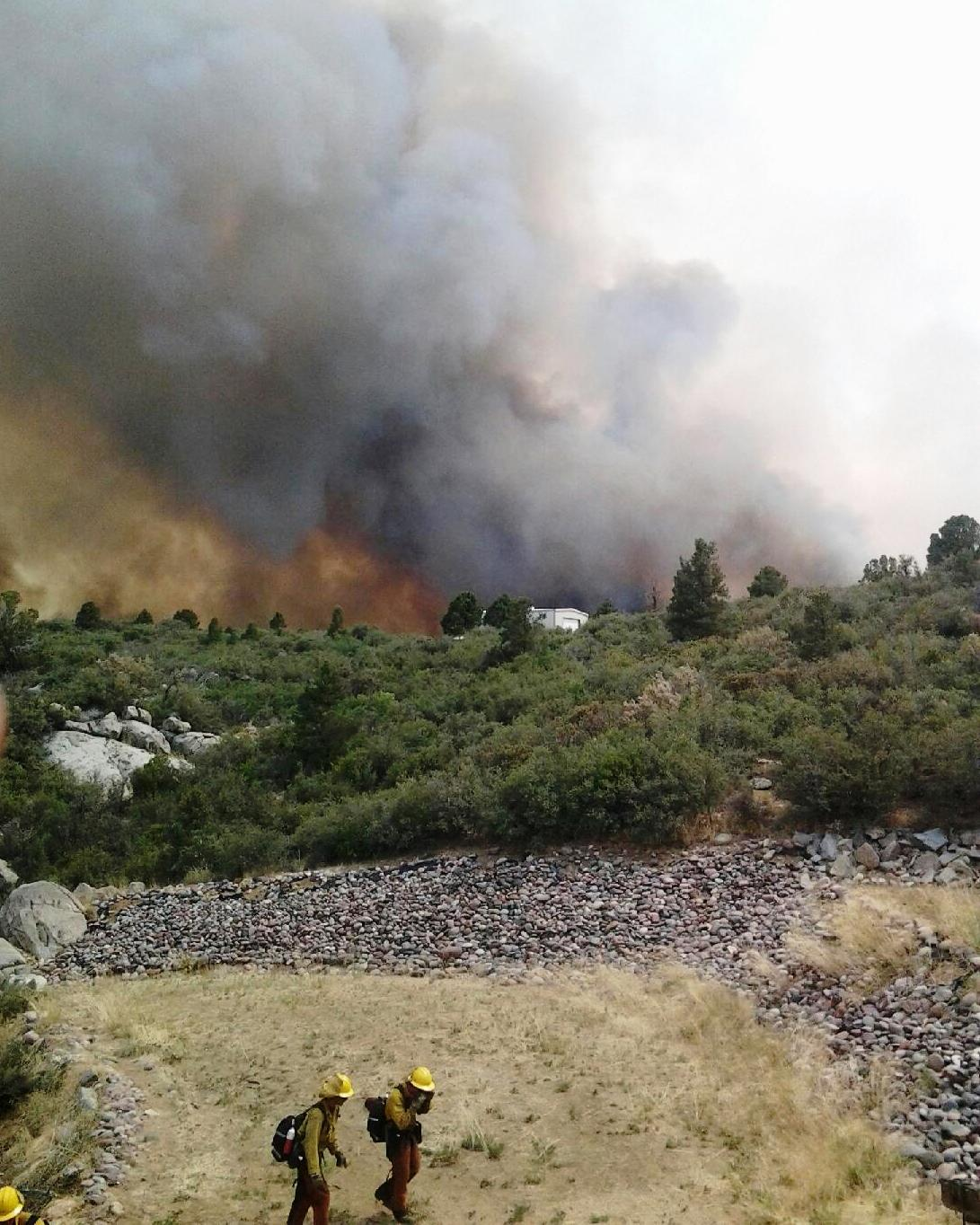
Feuer am Yarnell Hill (Juni 2013)

Durch einen Blitzschlag entwickelte sich am 28. Juni 2013 ein unter dem Namen Yarnell Hill Fire bekannt gewordener Wald- und Flurbrand, der sich durch starke und wechselnde Winde schnell ausbreitete. Am Nachmittag des 30. Juni 2013 wurden 19 Feuerwehrleute der Granite Mountain Interagency Hotshot Crew aus Prescott, die sich auf dem Rückzug in eine sichere Basis befanden, aufgrund schneller Richtungswechsel des herrschenden starken Windes von einer Feuerwalze überrollt und verloren ihr Leben. Zur Erinnerung an die ums Leben gekommenen Feuerwehrleute wurden zwei Gedenkstätten errichtet.
Das Feuer erreichte auch die Stadt Yarnell. Etwa die Hälfte der Häuser der Stadt brannte bis auf die Grundmauern nieder.

## Demografische Daten
Im Jahre 2010 wurde eine Einwohnerzahl von 649 Personen ermittelt, was eine Zunahme um 0,6 % gegenüber dem Jahr 2000 bedeutet. Das Durchschnittsalter der Bewohner lag im Jahre 2010 mit 61,1 Jahren sehr deutlich über dem Durchschnittswert von Arizona, der 37,1 Jahre betrug und ist auch als Hinweis zu verstehen, dass überwiegend Pensionäre in der Stadt wohnen und sich nach dem Ende des Minenbooms dort keine oder nur wenige moderne Industrien angesiedelt haben.